# NGC 1900
NGC 1900 је расејано звездано јато у сазвежђу Златна риба које се налази на NGC листи објеката дубоког неба.
Деклинација објекта је - 63° 1' 25" а ректасцензија 5h 19m 9,4s. Привидна величина (магнитуда) објекта NGC 1900 износи 13,6 а фотографска магнитуда 14,0. NGC 1900 је још познат и под ознакама ESO 85-SC68.